# Hajdu János (pedagógus)
Hajdu János, 1916-ig Hechtl János (Budapest, 1892. november 11. – Budapest, 1959. június 2.) magyar pedagógus, művelődéstörténész.

## Élete
Hechtl János lakatos és Walz Etelka (1864–1930) fia. Tanulmányait a Budapesti Tudományegyetemen végezte, ahol 1916-ban tanári, később bölcsészdoktori diplomát szerzett. 1916 és 1923 között a Kölcsey Gimnáziumban, 1923–24-ben a Kemény Zsigmond Gimnáziumban, majd 1943-ig a Szent István Gimnáziumban tanított. 1943-ban igazgatói címet kapott. A budapesti Tankerületi Főigazgatóság előadója lett, s 1945-ben megbízták a Szent István Gimnázium igazgatóságával. Ezután az Országos Neveléstudományi Intézet munkatársa, majd a budapesti óvónőképző pedagógia tanára lett. 1945-től a Magyar Pedagógiai Társaságnak főtitkára volt. Éveken át volt a Tanáregyesületi Közlöny szerkesztője, dolgozott a Magyar Tudományos Akadémia szótári bizottságában is. Ezen kívül 19. századi neveléstörténettel is foglalkozott.
Felesége Thuránszky Lenke volt, Thuránszky Tádé és Balogh Ilona lánya, akit 1919. április 22-én Budapesten, a Ferencvárosban vett nőül.
A Rákospalotai temetőben nyugszik.

## Főbb művei
- Az irodalmi oktatás Herbart pedagógiájában (Budapest, 1918)
- Eötvös József báró első minisztersége (Budapest, 1933)
- A nevelés gondolata Eötvös József báró költészetében (Budapest, 1936)
- Élő idegen nyelvek a középiskolában (Magyar Pedagógia, 1938)
- Az új középiskola (Magyar Pedagógia, 1939)
- Az osztrák vallás- és közoktatásügyi minisztérium szervezetének kialakulása a Bach-korszakban (Tanulmányok a magyar nevelés történetéből, Budapest, 1957)